# Pamūšiai
Pamūšiai este o arie protejată (sit de importanță comunitară — SCI) din Lituania întinsă pe o suprafață de 478 ha, integral pe uscat.

## Localizare
Centrul sitului Pamūšiai este situat la coordonatele 56°07′52″N 24°26′48″E / 56.1311°N 24.4467°E.

## Înființare
Situl Pamūšiai a fost declarat sit de importanță comunitară în iulie 2008 pentru a proteja 3 specii de animale.

## Biodiversitate
Situată în ecoregiunea boreală, aria protejată conține 5 habitate naturale: Pajiști uscate seminaturale și facies de acoperire cu tufișuri pe substraturi calcaroase (Festuco-Brometalia) (* situri importante pentru orhidee), Liziere de ierburi înalte hidrofile de câmpie și de nivel montan până la alpin, Pajiști aluvionare boreale nordice, Fânețe de joasă altitudine (Alopecurus pratensis, Sanguisorba officinalis), Păduri pe pante, grohotișuri și ravene de Tilio-Acerion.
La baza desemnării sitului se află mai multe specii protejate:
- mamifere (1): vidră de râu (Lutra lutra)
- pești (2): avat (Aspius aspius), Lampetra fluviatilis